# Верхневолжский государственный агробиотехнологический университет

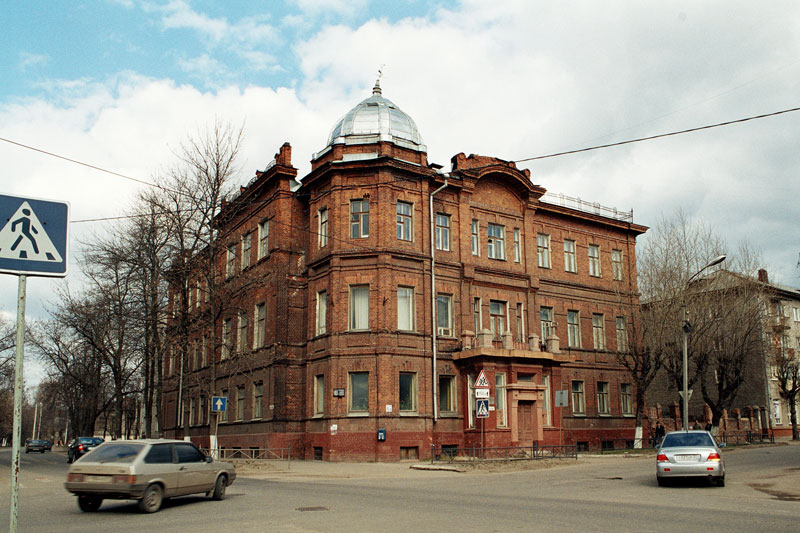
Верхневолжский государственный агробиотехнологический университет

Верхневолжский государственный агробиотехнологический университет  (ранее Ивановская государственная сельскохозяйственная академия) — высшее учебное заведение в городе Иваново, осуществляющее подготовку по сельскохозяйственным специальностям.

## История
В Иваново-Вознесенском политехническом институте существовал сельскохозяйственный факультет, на котором готовили студентов по специальностям лесовод и агроном. В 1925 году вуз стал готовить агрономов-зоотехников и агрономов-лесоводов.
В 1930 году на базе сельскохозяйственного факультета был создан вуз, в котором были открыты новые кафедры.
В 1941 г. Ивановский сельскохозяйственный институт являлся вузом Наркомзема СССР и имел почтовый адрес: город Иваново, улица Негорелая, дом № 49/12.
В период Великой Отечественной войны в институте продолжалось обучение зоотехников, агрономов, бухгалтеров и заведующих фермами.
В 1941 году в вузе открылся ветеринарный факультет. Ученые вуза участвовали в выведении новой породы лошадей — владимирского тяжеловоза, в 1946 году их работа была удостоена правительственных наград.
В 1959 году была открыта аспирантура. В 1967 году открылся факультет повышения квалификации, в 1970 — подготовительное отделение, а в 1976 — механический факультет.
С 1976 года вместо зоотехников в вузе начали готовить зооинженеров. С 1995 года началась подготовка инженеров-землеустроителей и агрономов-экологов. В 1994 году был открыт экономический факультет со специальностями «Бухгалтерский учет, анализ и аудит» и «Экономика и управление на предприятиях агропромышленного комплекса».
В 1995 году Ивановский сельскохозяйственный институт получил статус академии. В 2006 году ей было присвоено имя академика Д. К. Беляева.
2 мая 2023 года переименован в Верхневолжский государственный агробиотехнологический университет

## Факультеты
- Агротехнологический факультет.
- Институт ветеринарной медицины и биоинженерии.
- Инженерный факультет.
- Экономический факультет.
- Заочный факультет.
- Факультет дополнительного профессионального образования и повышения квалификации кадров.